# Søren Jensen
Søren Tougaard Jensen (Århus, 1º marzo 1984) è un ex calciatore danese, di ruolo difensore.

## Carriera

### Club
Jensen cominciò la carriera con la maglia del Viborg, per poi passare in prestito prima al Nordjylland e poi al Vejle. Tornato al Viborg, fu ceduto a titolo definitivo all'Odense. Esordì in campionato in data 2 aprile 2006, nel 3-0 inflitto al SønderjyskE.
Nel corso del 2008, fu ingaggiato dall'Odd Grenland, all'epoca militante nell'Adeccoligaen. Debuttò in squadra il 2 agosto, nella vittoria per 5-1 sul Nybergsund-Trysil. Contribuì alla promozione del campionato 2008 e poté giocare così il primo incontro nella Tippeligaen in data 19 aprile 2009, subentrando a Bentley nel pareggio per 1-1 in casa del Rosenborg.
Passò poi al Randers con la formula del prestito e all'Horsens a titolo definitivo.

### Nazionale
Conta 4 presenze per la Danimarca under 21. Esordì il 16 agosto 2006, nella sconfitta per 2-3 contro la Svizzera under 21.